# Току (село)
Току (ест. Toku), також Току-Сунтсі (ест. Toku-Suntsi) — село в Естонії, входить до складу волості Урвасте, повіту Вирумаа.